# 普里布茲凱 (哈利齊諾韋市鎮)
46°46′20″N 32°5′15″E / 46.77222°N 32.08750°E
普里布茲凱（烏克蘭語：Прибузьке）是位於烏克蘭南部尼古拉耶夫州裏尼古拉耶夫區的村莊，始建於1933年，面積0.16平方公里，海拔高度39米，2001年人口1,440，人口密度每平方公里9,290.3人。